# Dragsjön, Västergötland
Dragsjön är en sjö i Marks kommun i Västergötland och ingår i Viskans huvudavrinningsområde.